# Ekerövägen

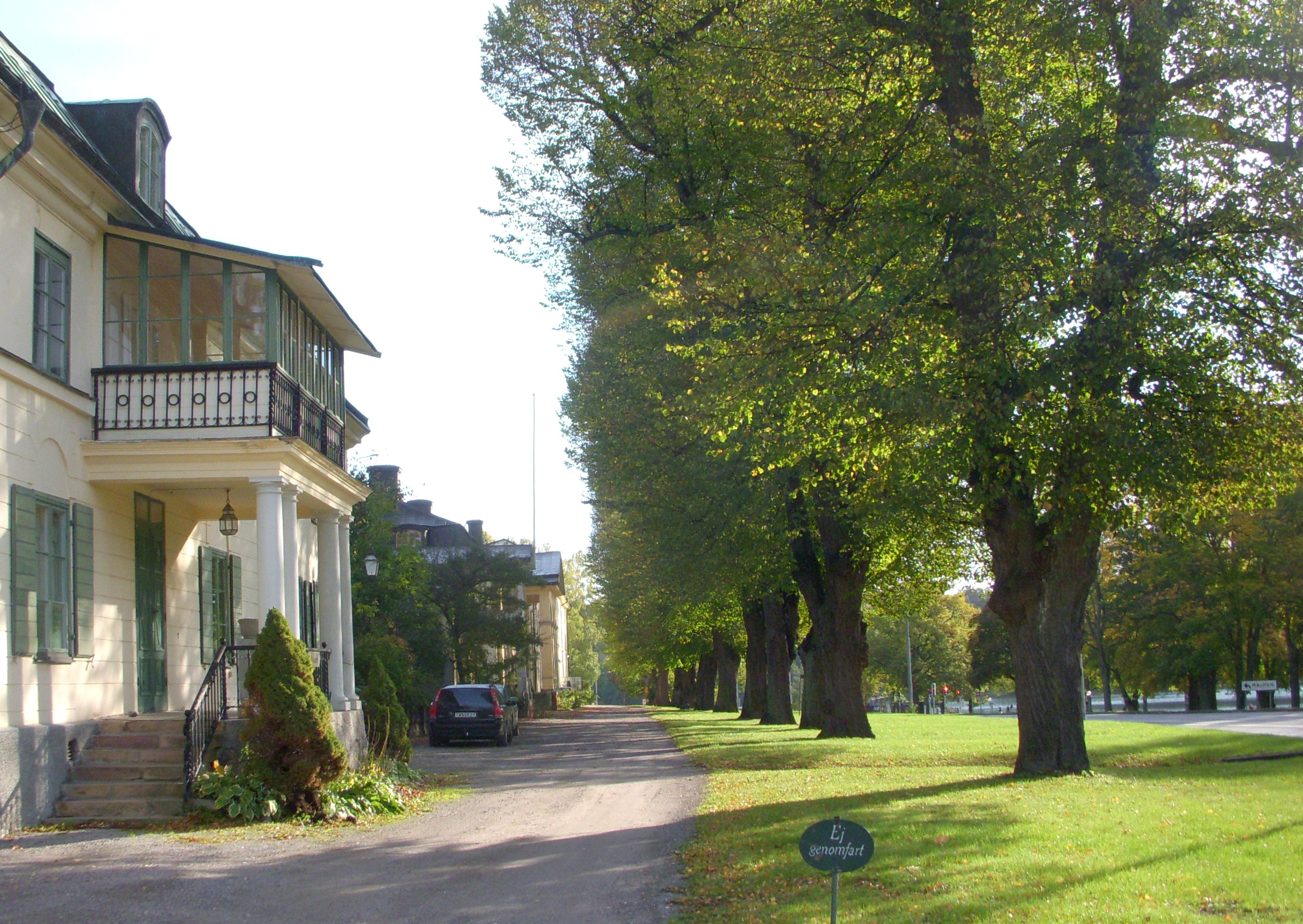
Den ursprungliga landsvägen med alléträd vid Långa raden.

Ekerövägen är en gammal landsväg och länsväg inom Ekerö kommun. Vägen börjar i öst i höjd med Drottningholms slott på Lovön och slutar vid färjan till Adelsön på Munsön. Hela sträckan är ca 33 km lång. Delen fram till Tappström utgörs även av länsväg 261. Längs landsvägen finns en del kulturhistoriska lämningar, bland annat flera milstolpar och släkten Wallenbergs begravningsplats i (Wallenberg-mausoleet).

## Historik landsväg

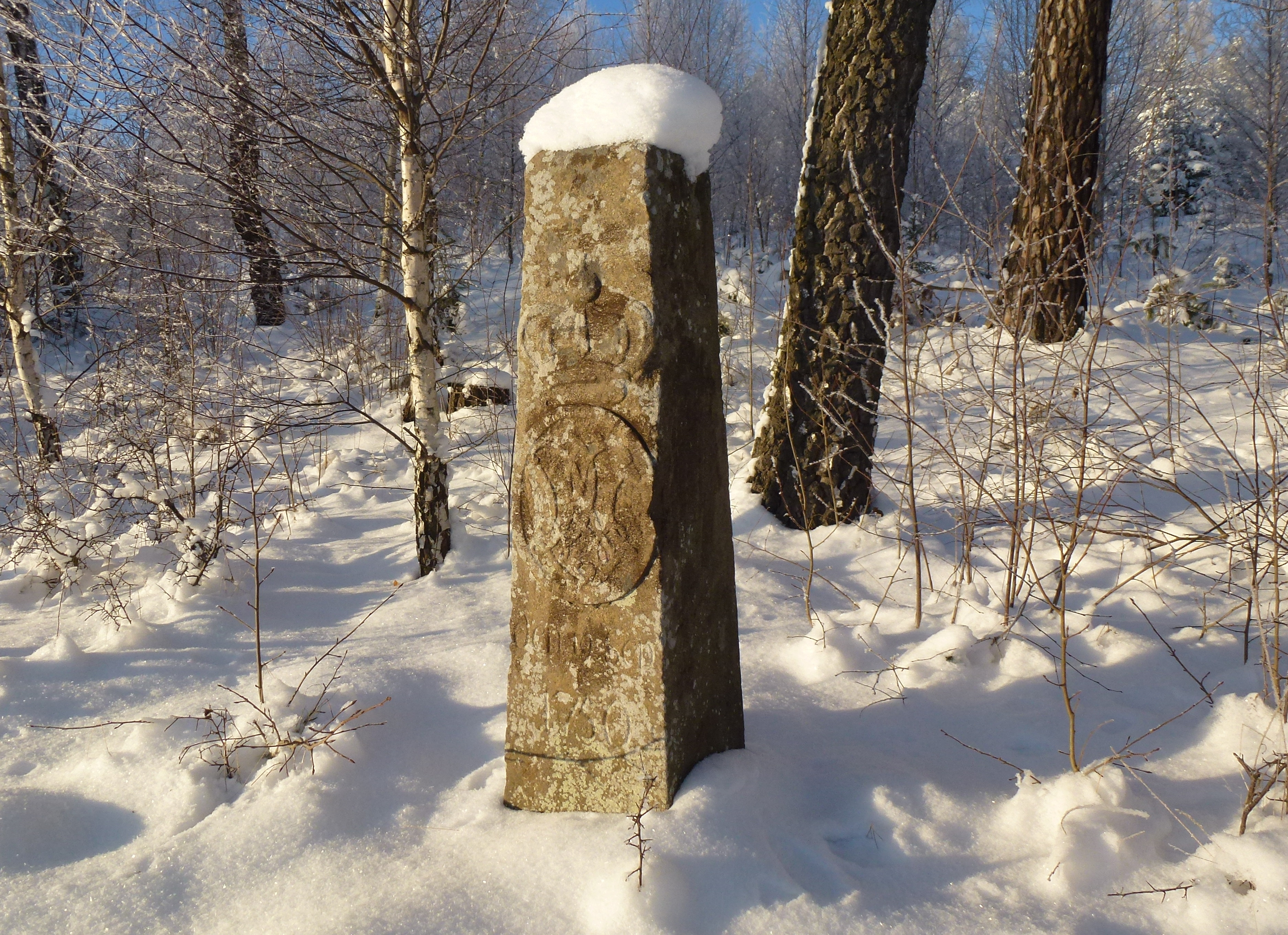
Minnessten (RAÄ-nummer Lovö 3:1).

Ekerövägen har sin början norr om Drottningholms slott och Långa raden, där en del av den ursprungliga vägsträckningen är bevarad som allé. Ända fram till år 1891 gick landsvägen framför Långa radens byggnader, sedan flyttades vägen cirka tio meter söderut.
Landsvägen över Lovön och Lindö har fått sin nuvarande sträckning efter flera ombyggnader under 1900-talet. Delvis följs den gamla sträckningen, främst norr om Drottningholm, men för övrigt är landsvägens dragning ny. Söder om Edeby har en del av den gamla landsvägen lämnats orörd väster om den nuvarande och har fått bibehålla sin äldre karaktär. 
Den enkla grusvägen löper söderut och förbi Lindöbro där en av Lovös fyra milstolpar står. Det rör sig om en ½-milsten från 1850- eller 1860-talet, uppsatt på initiativ av dåvarande landshövdingen Gustaf Fredrik Liljencrantz, vars initialer (G.F.L.) finns på samtliga milstenar längs med Ekerövägen. Det övriga tre milstenarna är från samma tid och står vid Kanton, Malmvik och längst västerut på Lindö vid Lullehovsbron. En äldre stenbro finns vid Lindöbro där en liten rest av den gamla landsvägen är bevarad.
Gamla Ekerövägen följde sedan skogsbrynet och parallellt med dagens vägsträckning i en smal allé som numera heter Wallenbergs allé och är avstängd för allmän trafik. Här märks en minnessten med inhuggen krona över ett vapen och text: "Den 19 sep 1750" (på framsidan) och "JUDITH Cap 15 vers 10:11" (på baksidan). Mittemot finns Wallenberg-mausoleet som ligger på en trädplanterad kulle. På vägsträckan över Ekerön och Munsön finns ytterligare några milstenar, en är avslagen och efter en annan återstår bara postamentet.

## Milstolpar (urval)

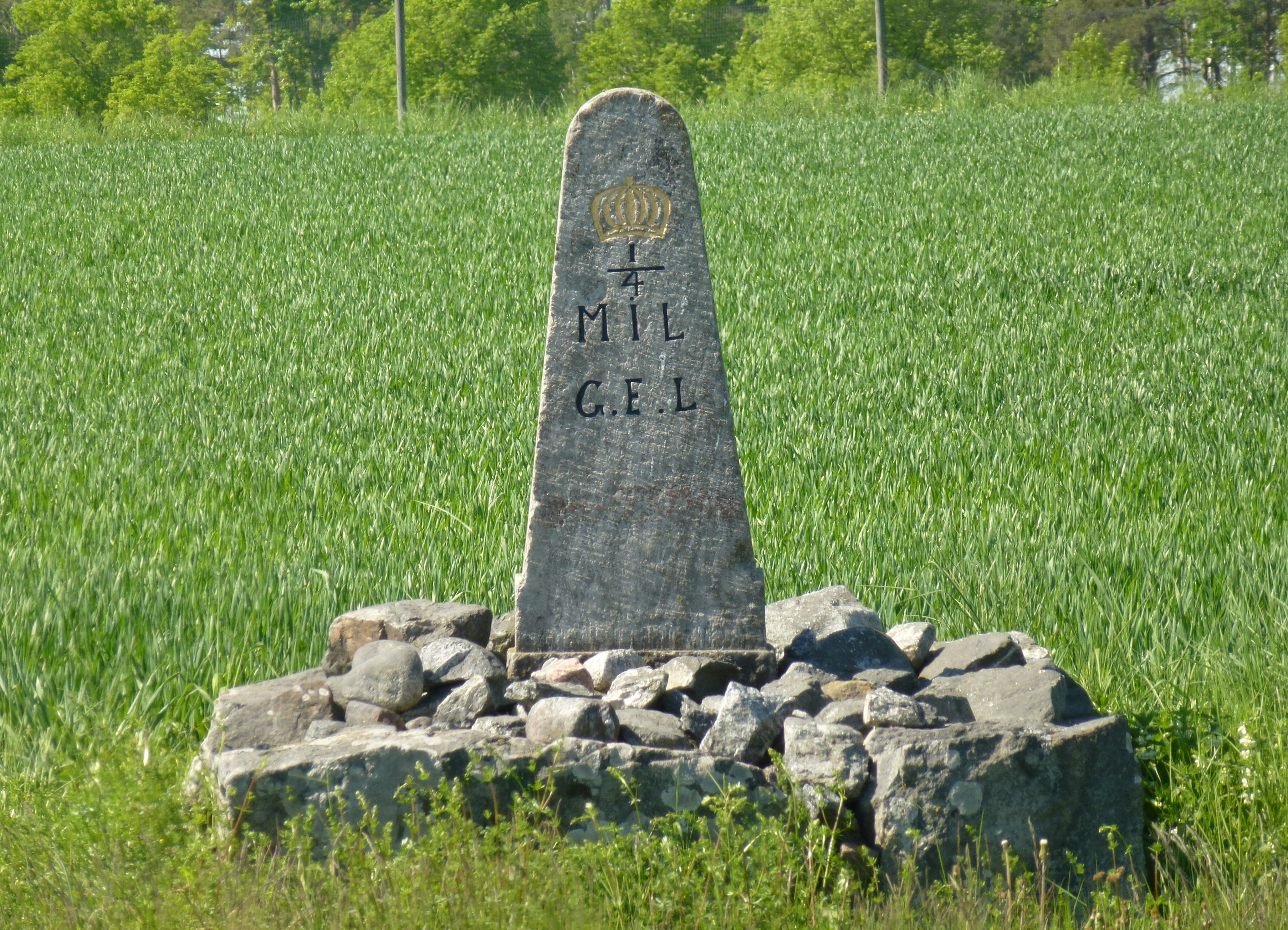
Milstolpe i höjd med Cantongatan (RAÄ-nummer Lovö 44:1)
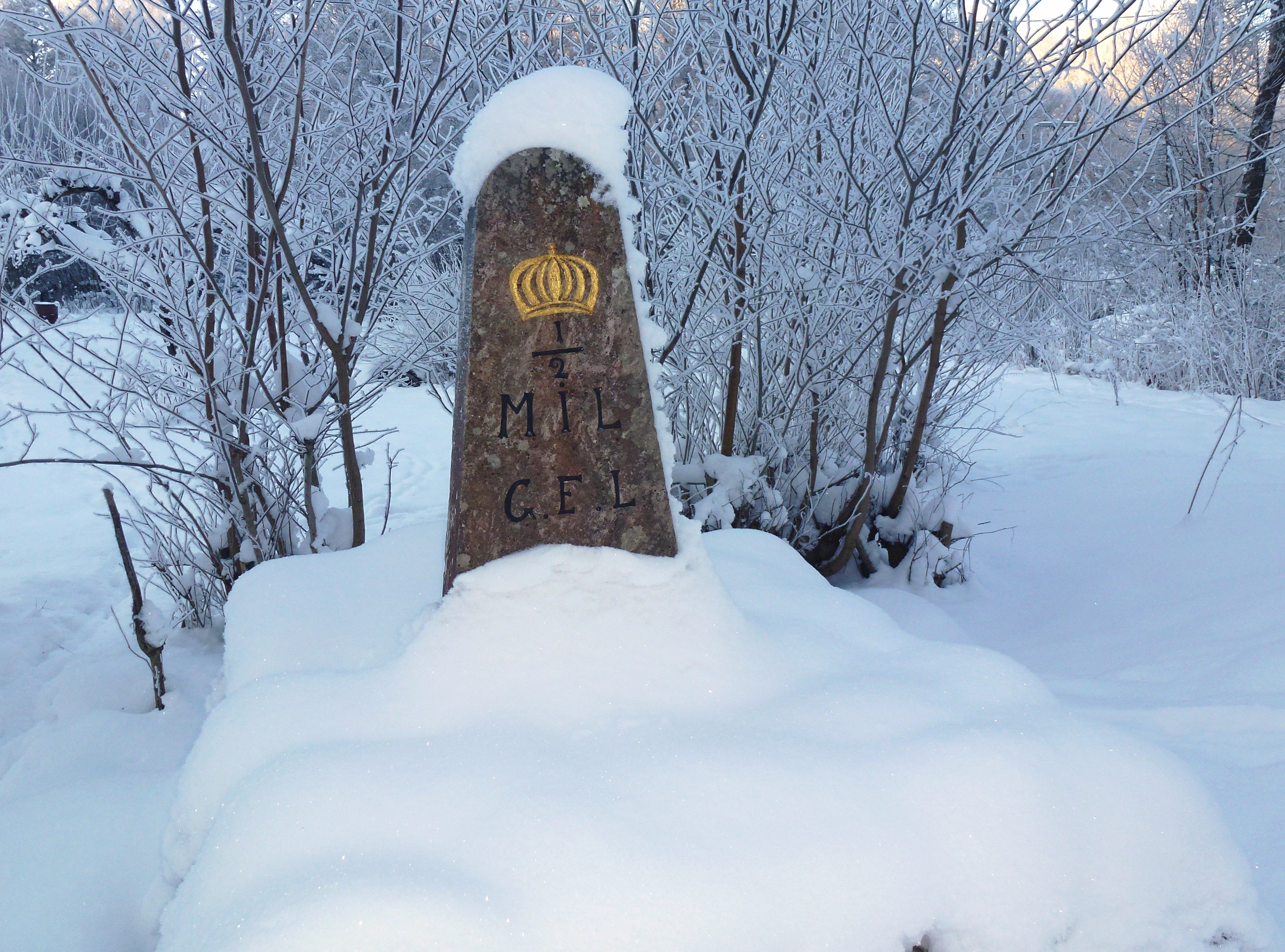
Milstolpe vid Lindöbro (RAÄ-nummer Lovö 8:1)
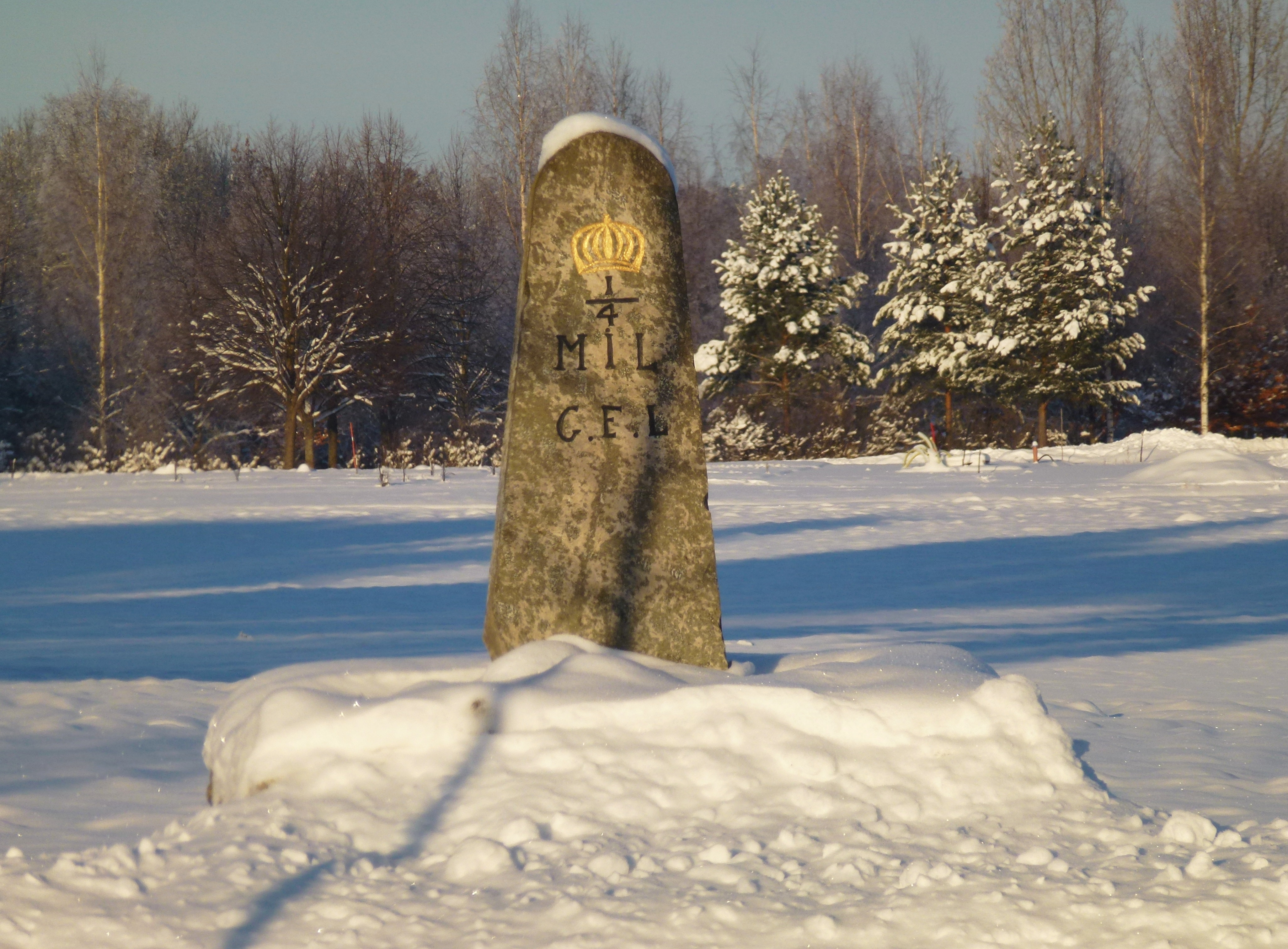
Milstolpe i höjd med Malmvik (RAÄ-nummer Lovö 1:1)
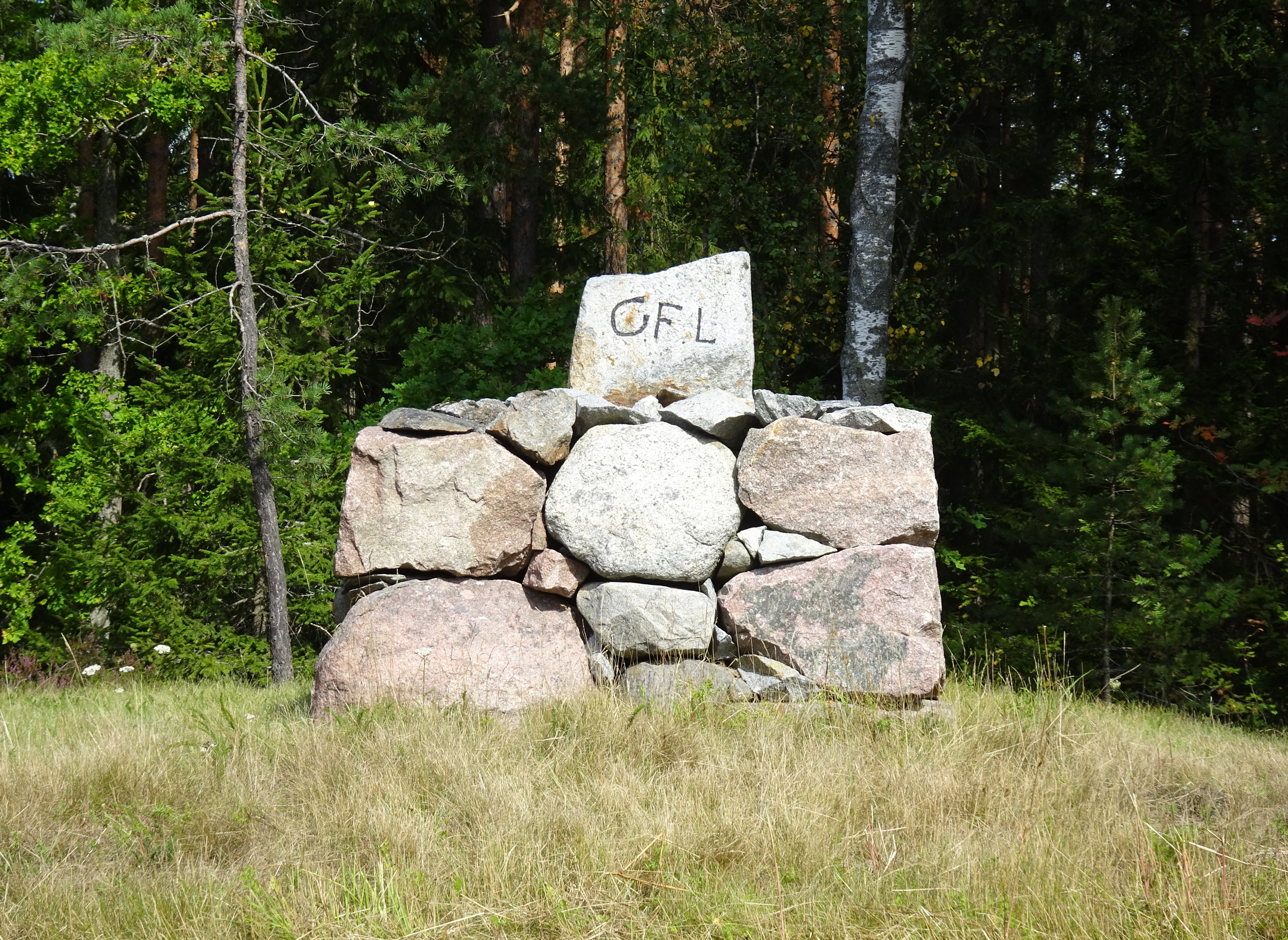
Milstolpe (avslagen) nära Sundby (RAÄ-nummer Ekerö 143:1)
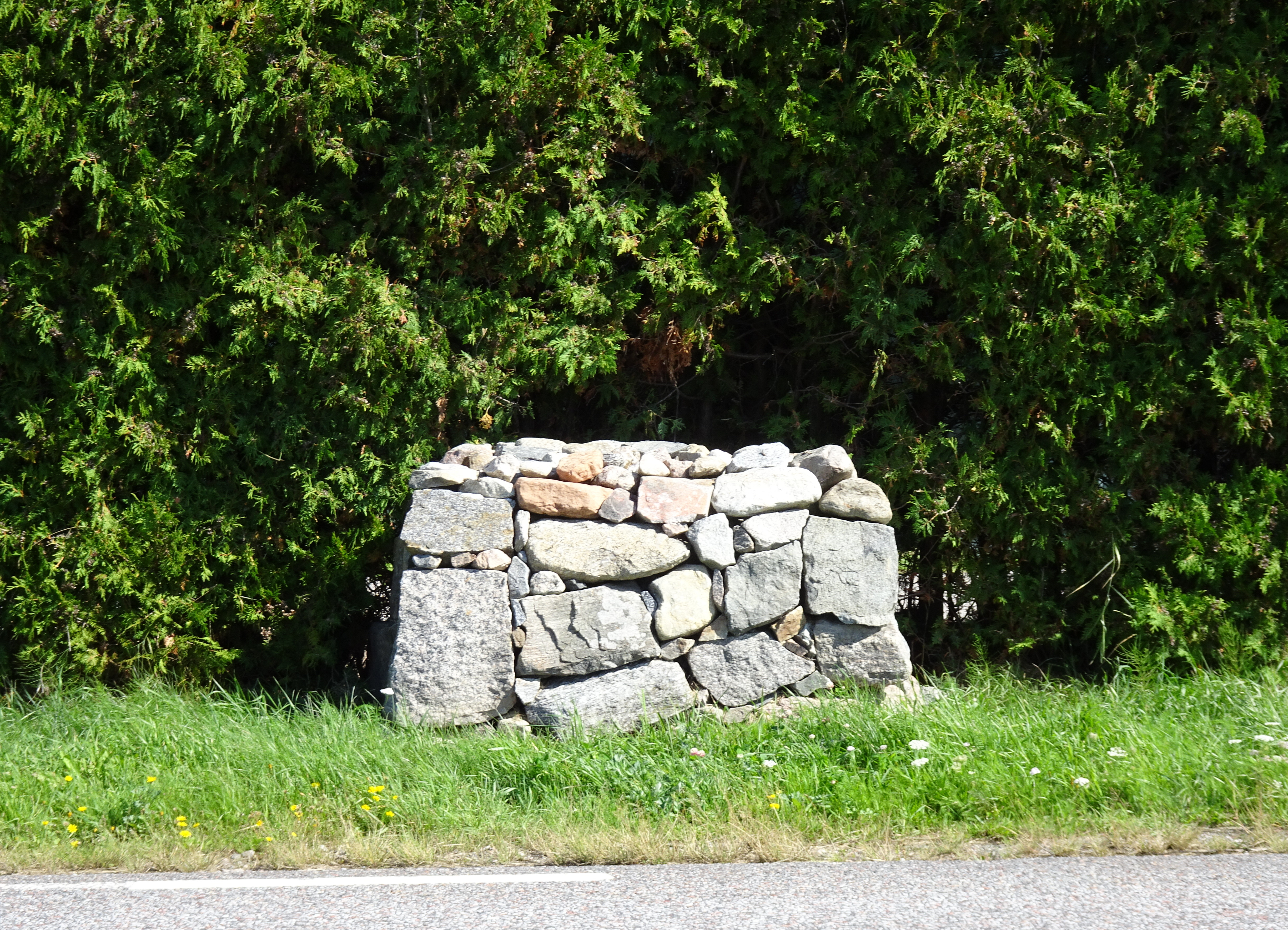
Postament till milstolpe nära Söderby (RAÄ-nummer Munsö 38:1)

## Dagens Ekerövägen

### Drottningholm − Tappström

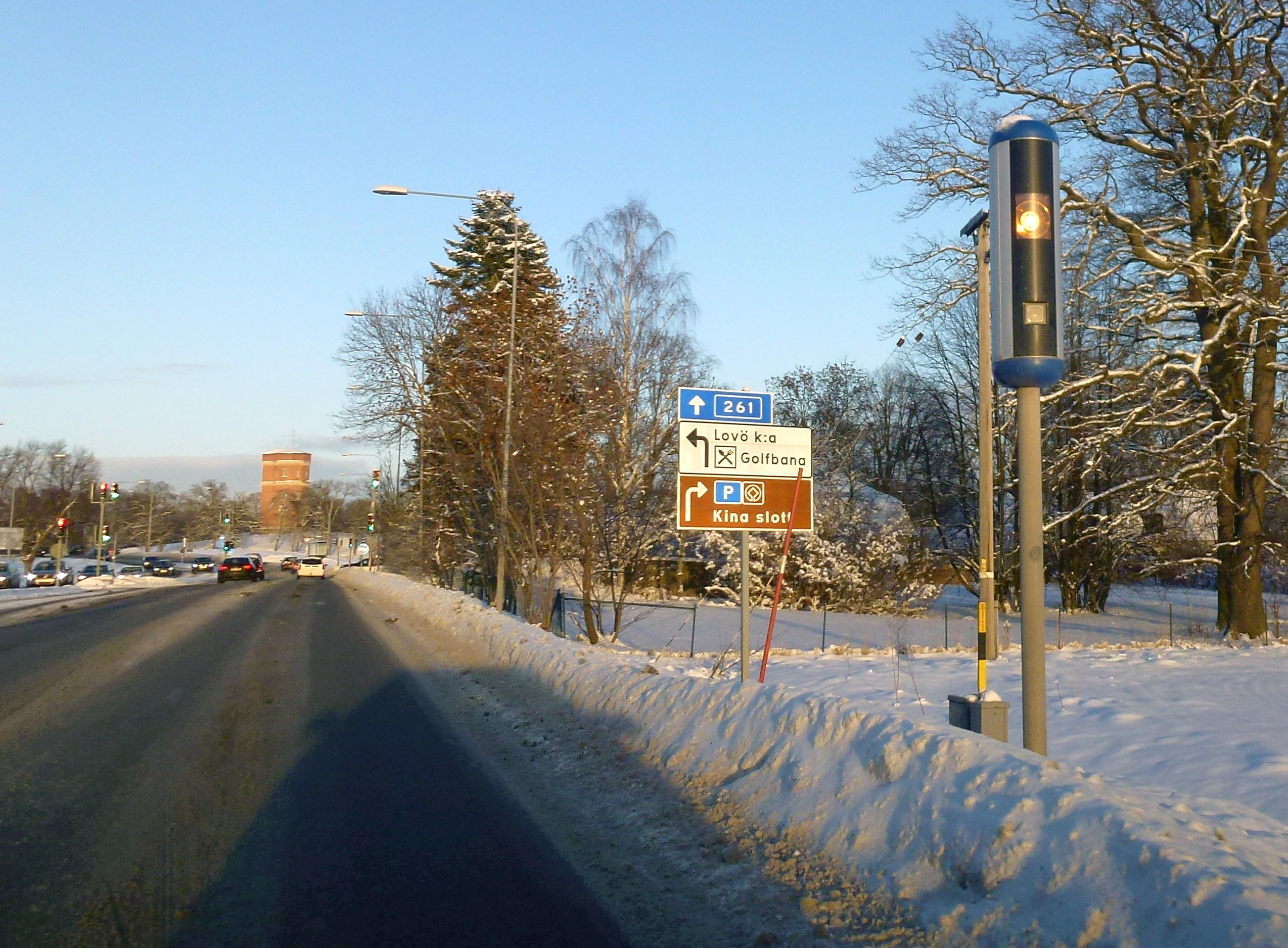
En av Ekerövägens många fartkameror.

Den nya Ekerövägen på Lindö anlades i början av 1990-talet med det ökade behovet av större väg. Tidigare gick vägsträckningen genom en par skarpa och trånga kurvor mellan Tillflykten och Lindöbro och sedan öster om klippan med Lindötunneln. 
Den nya vägen förlades nedanför den gamla landsvägen, som är kantad av lindar. Vägen ﬁck en sträckning som anpassades till landskapet efter protest från arkitekt Ralph Erskine mot en dragning i rak linje över ön. Vägen utformades av landskapsarkitekt Arne Segerros. År 1998 fick detta vägavsnitt hedersomnämnande i "Vackra vägars pris". Genom tillkomsten av den 178 meter långa Lindötunneln som invigdes 1994, minskade olyckorna samtidigt som hastigheterna ökade. Genom uppsättning av fartkameror stävjades det senare något.
På grund av att många pendlar dagligen till Stockholm är vägen hårt trafikbelastad, med ständiga trafikolyckor till följd. Det mest olycksdrabbade vägavsnittet av Ekerövägen är länsväg 261. Trafikansvarige på polisen i Ekerö tror att det beror på att det numera är en väg som inbjuder till höga hastigheter. 

### Tappström − Munsö
Ekerövägen sträcker sig vid Tappström över Tappströmsbron som är en klaffbro. Från Ekerö centrum över Ekerön och Munsön är vägen inte så hårt trafikerad. Omgivningen präglas av ett naturskönt kulturlandskap med bondgårdar, hästhagar, korta skogsområden och några intressanta byggnader som Munsö kyrka från 1100-talet, Bona herrgård, en ärkebiskopsgård från medeltiden, Husby gård och Kärsö gård, två säterier från 1600-talet, stuteriet Menhammar samt Skytteholms gård från 1630-talet. 
Vid Husby gård är en del av den ursprungliga färdvägen bevarad som den lindplanterad allé. Den delen heter idag Björn Järnsidas väg efter Björn Järnsidas hög som ligger här. Fortfarande på 1950-talet gick den gamla landsvägen förbi öster om Husby gårds huvudbyggnad. På 1960-talet anlades en ny vägsträcka längre västerut, länsväg AB 816. Ekerövägen slutar vid färjeläget Sjöängen på Munsön där Adelsöleden går till Adelsön.

## Bilder

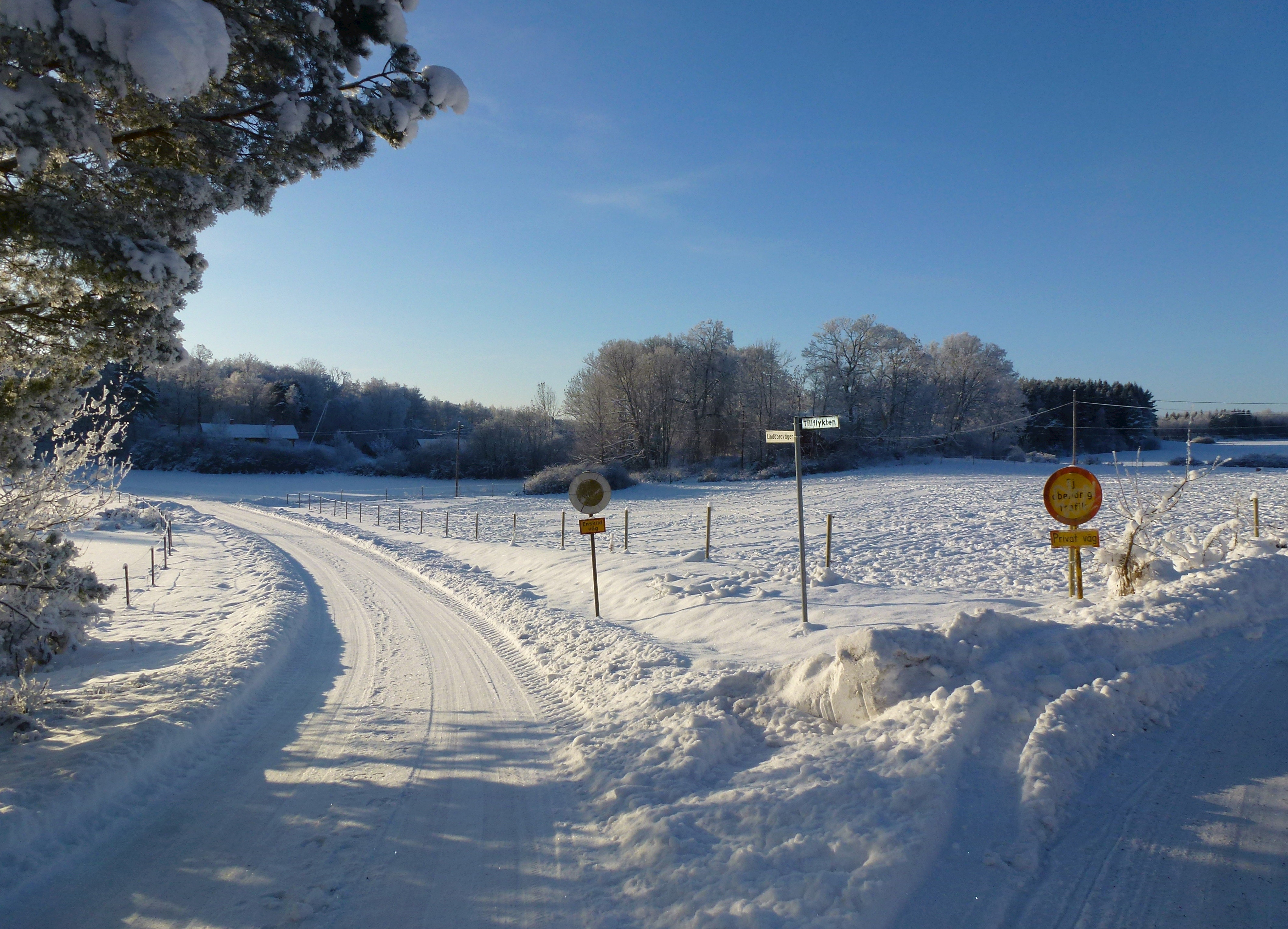
Gamla vägsträckningen vid Lindöbrovägen/Tillflykten
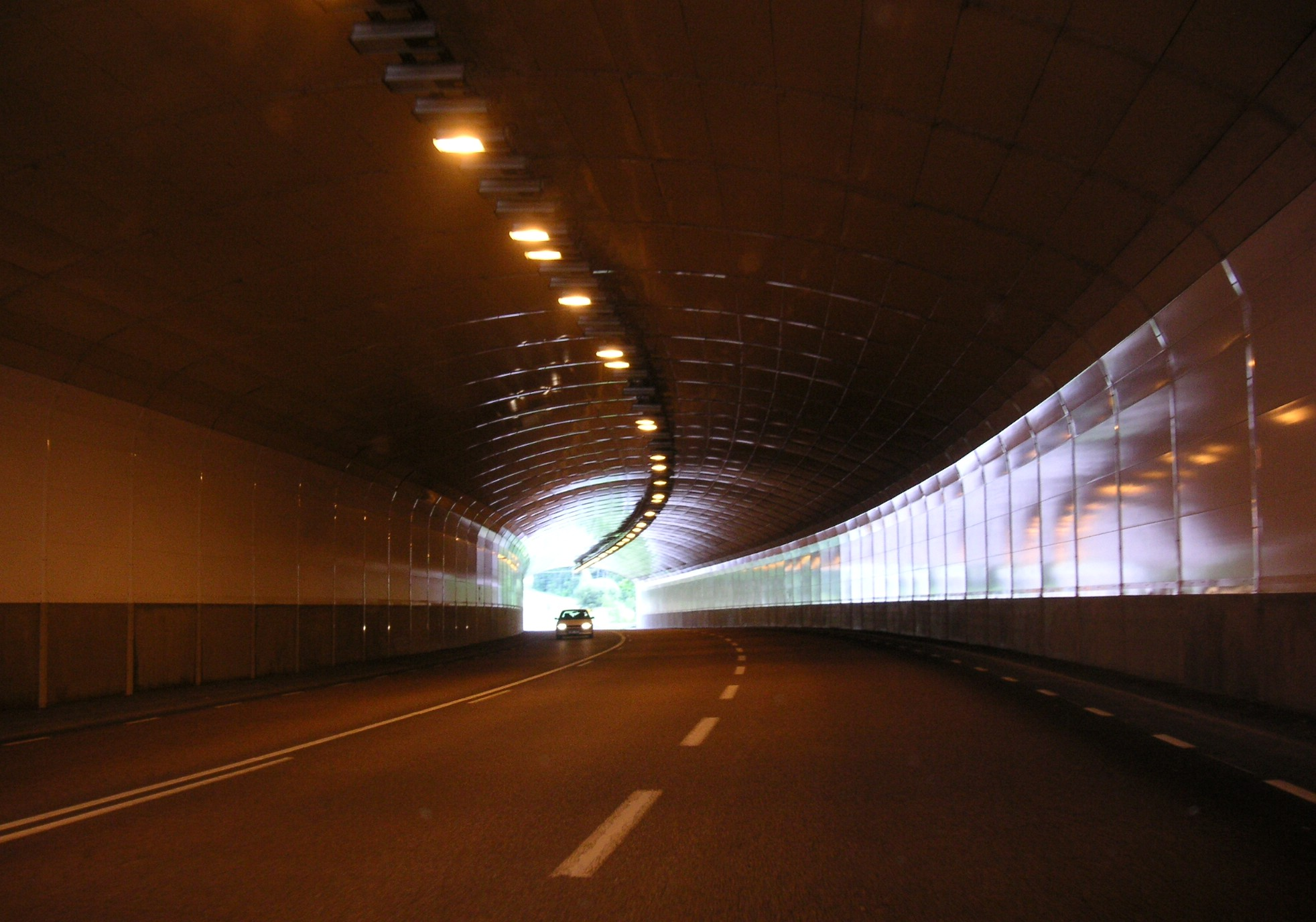
Ekerövägen med Lindötunneln
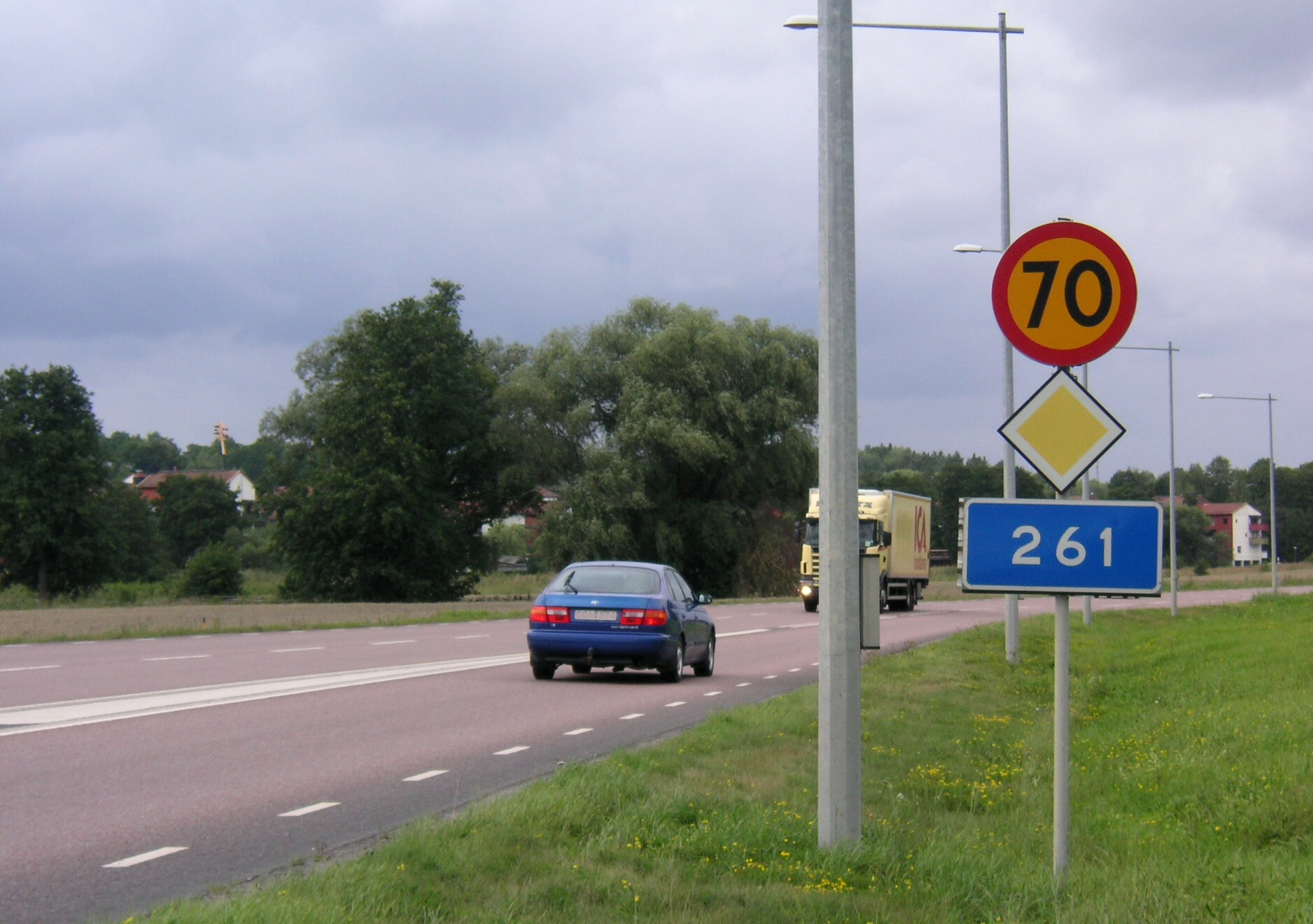
Ekerövägen före Tappström, i höjd med Malmvik
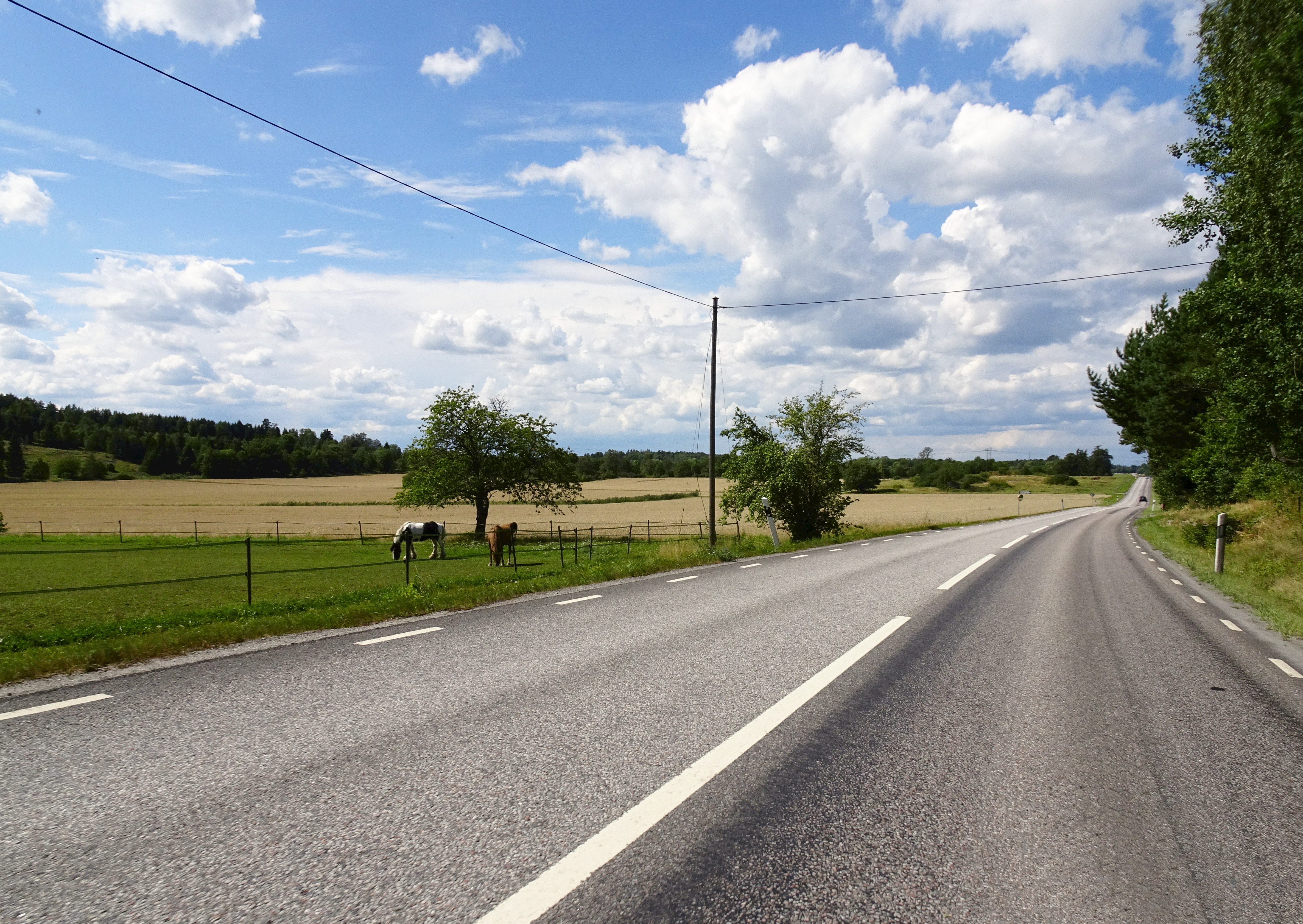
Ekerövägen på Ekerön, vy mot norr
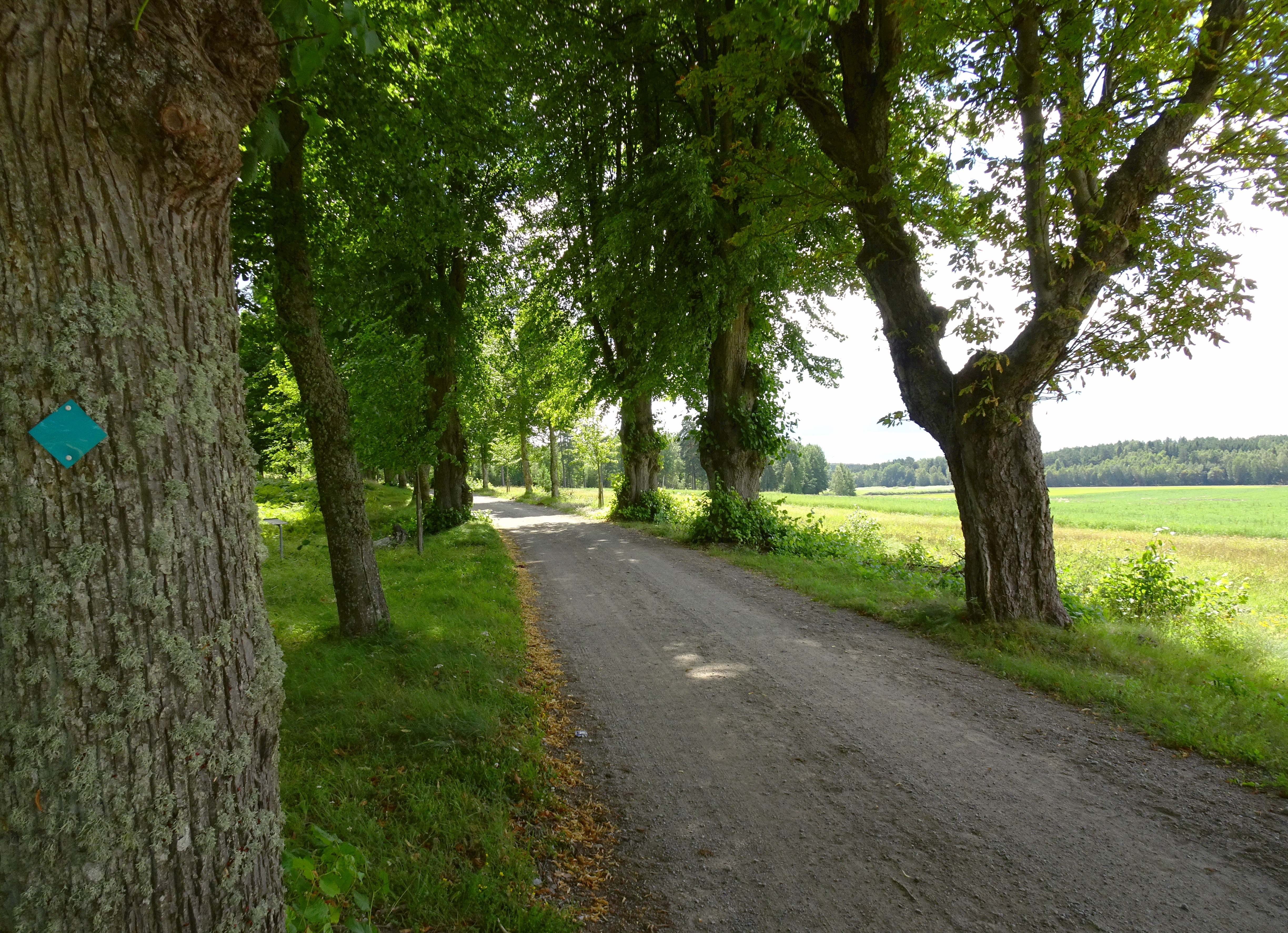
Allé vid Björn Järnsidas väg